# The Hunger Games: The Ballad of Songbirds & Snakes (soundtrack)
The Hunger Games: The Ballad of Songbirds & Snakes (Music From & Inspired By) is de officiële soundtrack van de film The Hunger Games: The Ballad of Songbirds & Snakes. Het album is uitgebracht op 17 november 2023 door Geffen Records.

## The Hunger Games: The Ballad of Songbirds & Snakes (Music From & Inspired By)
Het album bevat verschillende pop- en countryfolkliedjes, uitgevoerd door de castleden, waaronder Rachel Zegler. Eerder verschenen van het album twee singles: "The Hanging Tree" en "Can't Catch Me Now".

### Tracklijst
| Nr. | Titel                                                | Artiest(en)                         | Duur |
| --- | ---------------------------------------------------- | ----------------------------------- | ---- |
| 1.  | Can't Catch Me Now                                   | Olivia Rodrigo                      | 3:26 |
| 2.  | The Hanging Tree                                     | Rachel Zegler                       | 2:24 |
| 3.  | Wool                                                 | Flatland Cavalry                    | 3:49 |
| 4.  | Nothing You Can Take From Me                         | Rachel Zegler                       | 1:36 |
| 5.  | The Garden                                           | Sierra Ferrell                      | 3:42 |
| 6.  | The Ballad of Lucy Gray Baird                        | Rachel Zegler                       | 2:19 |
| 7.  | Bury Me Beneath the Willow                           | Molly Tuttle                        | 3:42 |
| 8.  | The Old Therebefore / Singing at Snakes              | Rachel Zegler & James Newton Howard | 2:49 |
| 9.  | Burn Me Once                                         | Bella White                         | 3:20 |
| 10. | District 12 Stomp                                    | The Covey Band                      | 0:43 |
| 11. | Nothing You Can Take From Me (Boot-Stompin' Version) | Rachel Zegler & The Covey Band      | 3:14 |
| 12. | Cabin Song                                           | Billy Strings                       | 3:27 |
| 13. | Lucy Gray (Part 1)                                   | Rachel Zegler                       | 2:41 |
| 14. | Pure As the Driven Snow                              | Rachel Zegler & The Covey Band      | 3:53 |
| 15. | Winter's Come and Gone                               | Charles Wesley Godwin               | 2:49 |
| 16. | Keep on the Sunny Side                               | Josie Hope Hall & The Covey Band    | 2:44 |
| 17. | Lucy Gray (Part 2)                                   | Rachel Zegler                       | 3:19 |

## The Hunger Games: The Ballad of Songbirds & Snakes (Original Motion Picture Score)
The Hunger Games: The Ballad of Songbirds & Snakes (Original Motion Picture Score) is de tweede soundtrack ter gelegenheid van de film en bevat alleen de originele filmmuziek die gecomponeerd is door James Newton Howard. Het album werd op 17 november 2023 uitgracht Sony Masterworks.
De partituur werd opgenomen in de AIR Studios in Londen, in mei en juni 2023. De pianiste Yuja Wang is de artiest op het album, die drie nummers vertolkt. In de muziek zong het koor London Voices. De soundtrack werd voorafgegaan door "Mercy" als de eerste single uitgebracht op 7 november 2023.

### Tracklijst
| Nr. | Titel                    | Artiest(en) | Duur |
| --- | ------------------------ | ----------- | ---- |
| 1.  | The Dark Days            |             | 1:55 |
| 2.  | Anthem: Gem of Panem     |             | 0:43 |
| 3.  | Coryo in the Capitol     |             | 0:44 |
| 4.  | Assigning the Mentors    |             | 2:38 |
| 5.  | Meet the Mentor          |             | 2:01 |
| 6.  | Gamemaker                |             | 1:20 |
| 7.  | Sejanus                  |             | 1:58 |
| 8.  | Hunger Is a Weapon       |             | 2:43 |
| 9.  | Strategy                 |             | 2:06 |
| 10. | Department of War        |             | 3:39 |
| 11. | The Arena                |             | 2:06 |
| 12. | Saving Snow              |             | 1:23 |
| 13. | Ideas Firing             |             | 4:23 |
| 14. | Happy Hunger Games       |             | 3:29 |
| 15. | Mercy                    |             | 2:21 |
| 16. | Seize the Opportunity    |             | 1:18 |
| 17. | Cut the Feed             |             | 1:27 |
| 18. | Open the Gate            |             | 3:46 |
| 19. | Powerful                 |             | 1:44 |
| 20. | Afraid of Water          |             | 1:18 |
| 21. | Drone Attack             |             | 3:20 |
| 22. | Inside the Duct          |             | 1:03 |
| 23. | Under the Flag           |             | 2:55 |
| 24. | Planting the Cloth       |             | 3:37 |
| 25. | Rainbow of Destruction   |             | 1:13 |
| 26. | Get Her Out              |             | 3:44 |
| 27. | The Sound of Snow        |             | 1:59 |
| 28. | Your Life Has Just Begun |             | 1:03 |
| 29. | You Are Safe             |             | 1:46 |
| 30. | Trust Is Everything      |             | 1:20 |
| 31. | I Can't Stay Here        |             | 1:42 |
| 32. | Cabin in the Rain        |             | 1:31 |
| 33. | Lucy?                    |             | 2:26 |
| 34. | The Woods                |             | 1:09 |
| 35. | Change of Plan           |             | 2:03 |
| 36. | Passed the Tests         |             | 3:36 |
| 37. | Snow Lands on Top        |             | 3:29 |
| 38. | I. Friendship            | Yuja Wang   | 2:05 |
| 39. | II. Rue's Farewell       | Yuja Wang   | 2:03 |
| 40. | III. Victor              | Yuja Wang   | 2:00 |